# 社子大橋
社子大橋為台灣台北市一座跨越基隆河連接北投區及士林區社子地區的橋樑，以解決北投與士林社子島地區往返問題。

## 工程
一期工程為跨越基隆河，二期工程為連接跨越淡水河的蘆社大橋，讓社子與新北市蘆洲區連接並貫通兩市。

## 數據諸元
社子大橋跨河段橋長435公尺，全橋總長約630公尺，是中華民國臺灣地區第一座平衡式斜張橋，主橋寬度38公尺，包含公車專用道、雙向各2線快車道、1線機車道及人行道，並且預留九公尺寬度做為未來社子輕軌興建使用。

## 沿革
- 2009年5月16日：動土。
- 2013年5月31日：完工。
- 2013年9月18日：通車。

## 相片

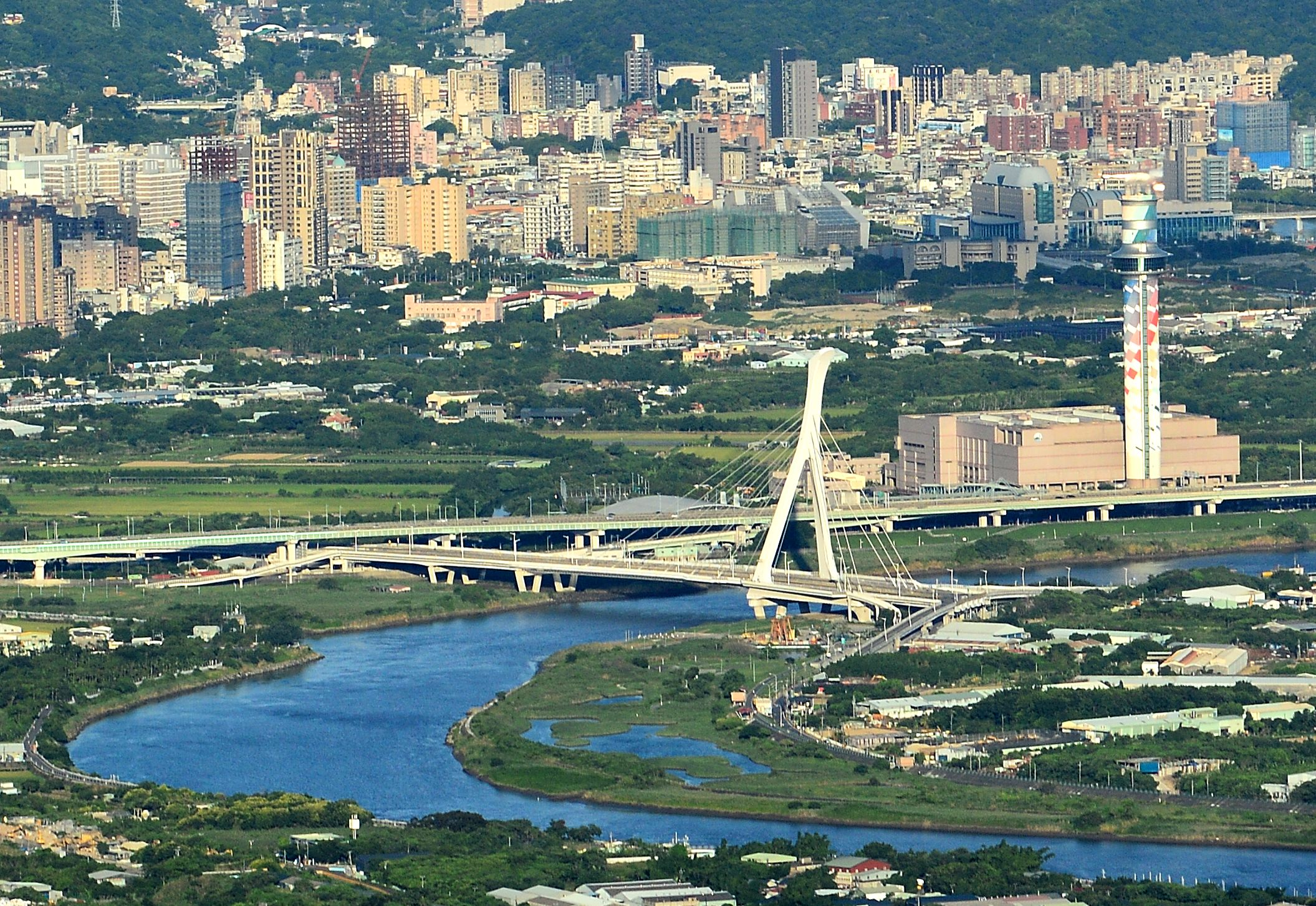
社子大橋(由觀音山遠眺)
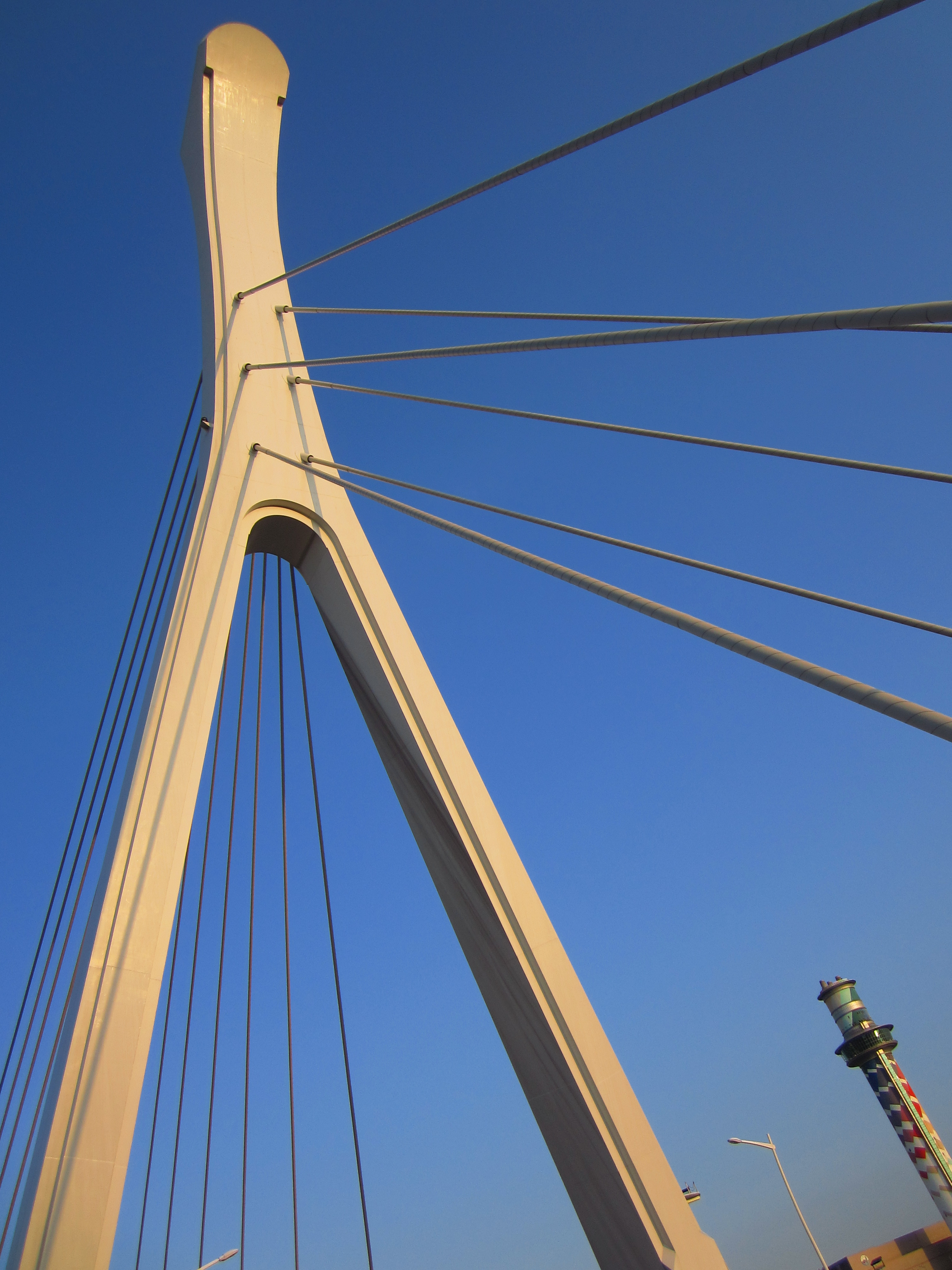
興建中的社子大橋
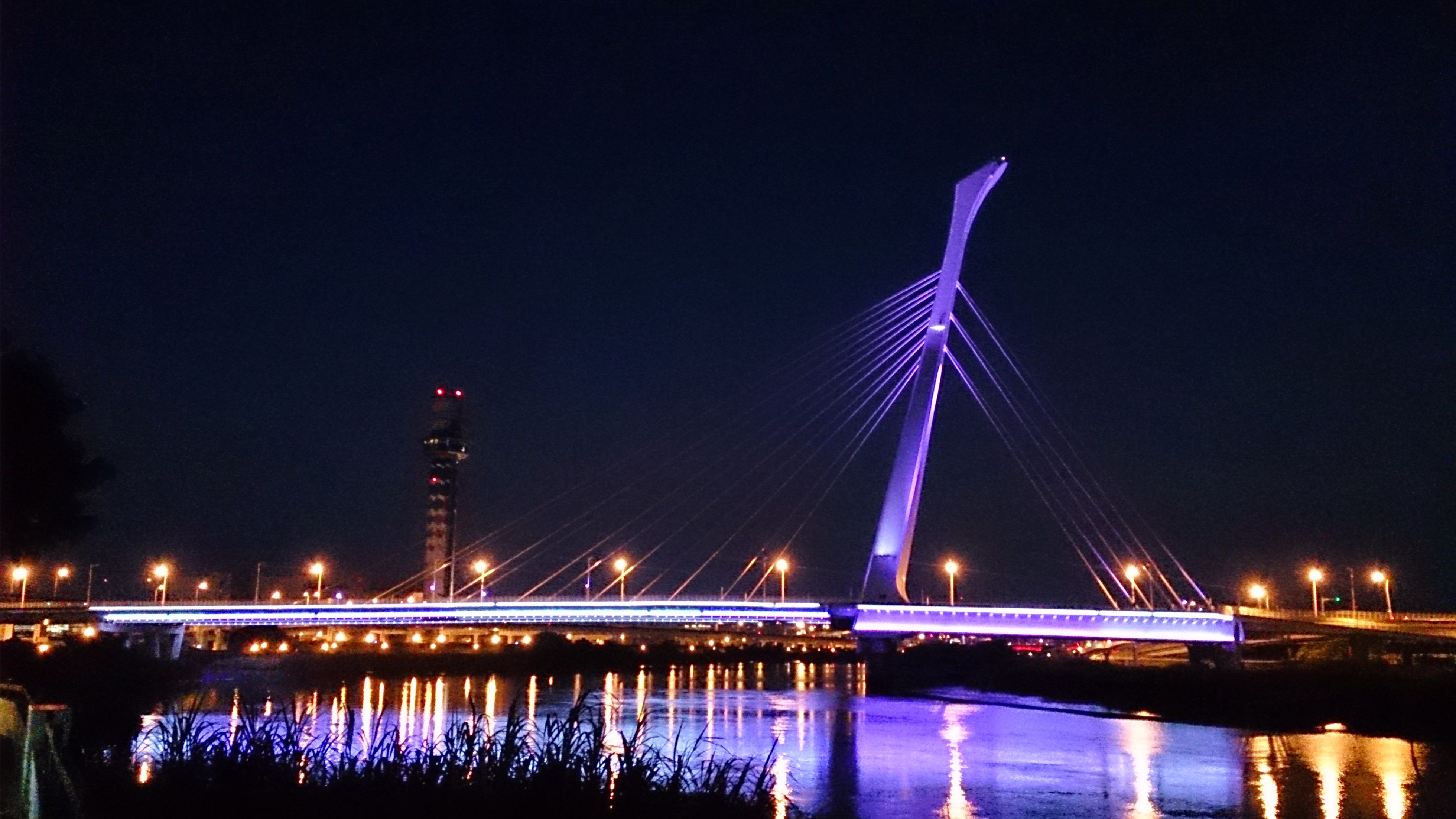
社子大橋的夜拍照
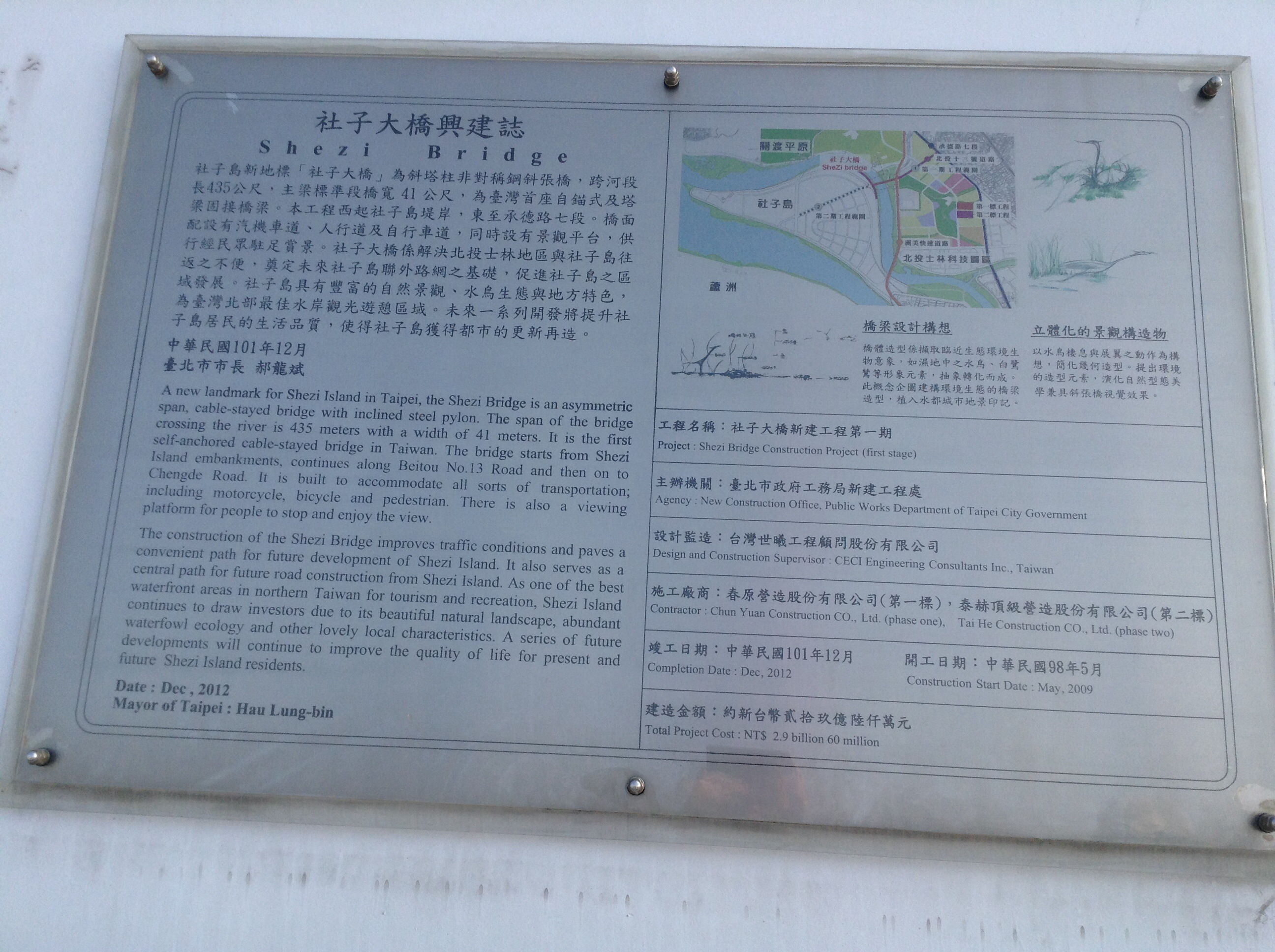
社子大橋興建誌

## 外部連結
- 社子大橋新建工程 （页面存档备份，存于）